# Feliks Kull
Feliks Juhan Kull, gebürtig Felix Johann Kull (* 21. Januarjul. / 3. Februar 1903greg. in Tallinn, Gouvernement Estland; † 29. Juni 1942 in Norilsk, Sowjetunion) war ein estnischer Fußball-, Bandy- und Eishockeyspieler. Im Zweiten Weltkrieg diente Kull auf dem Offiziersdienstgrad als Hauptmann.

## Familie
Feliks Kull wurde im Jahr 1903 als Sohn von Johannes August Kull und seiner Ehefrau Pauline Katrine Kull (geb. Kõll) in Tallinn, der Hauptstadt
des Gouvernement Estland geboren. Er hatte zwei Schwestern und einen Bruder. Im Februar 1936 estnisierte er seine beiden Vornamen.
Er besuchte zunächst das Gustav-Adolf-Gymnasium in Tallinn. Später studierte er an der Universität Tartu und war Teil der Studentenverbindung Fraternitas Estica.

## Militär
Ab dem Jahr 1927 war Kull zunächst Kadettenschüler an der Militärschule Sõjakool in Tartu, bevor er zum Leutnant befördert wurde. Im Jahr 1940 folgte der Offiziersdienstgrad als Hauptmann in einem Kavallerie-Regiment.

## Sportler
Als 20-Jähriger spielte Kull im Jahr 1923 in der Estnischen Fußballmeisterschaft für den ASK Tartu. Zwischen 1929 und 1931 war er beim JK Tallinna Kalev aktiv, mit dem er 1930 die Meisterschaft gewinnen konnte. Von 1939 bis 1940 spielte er bei Olümpia Tartu, dabei gewann er erneut den Meistertitel. Im Jahr 1926 gewann er die Bandymeisterschaft mit der Mannschaft des JK Tallinna Kalev. In den Jahren 1936 und 1939 wurde Kull mit dem Tartu Akadeemiline SK Meister im Eishockey.

## Tod
Feliks Kull wurde nach der sowjetischen Besetzung Estlands im Zweiten Weltkrieg am 14. Juni 1941 verhaftet. Im Dezember 1941 wurde Kull zum Tode verurteilt. Als Motive wurden antisowjetisch, nationalistisch und Verschwörung angegeben. Er verstarb im Juni 1942 im Alter von 39 Jahren im NorilLag in Norilsk.